# Кечкеметская улица
Кечкеме́тская у́лица — одна из основных улиц Симферополя. Начинается от Московской площади, а заканчивается на проспекте Победы.

## Описание
Важная транспортная артерия города, соединяющая московское и феодосийское направления. Идет с юго-запада на северо-восток, после перекрестка с улицей Куйбышева поворачивает на юго-восток. В этом наиболее высоком месте пересекает куэсту Внешней гряды. Пересекается с улицами Садовой, Куйбышева, Сельвинского, улицей Бела Куна. В районе улицы Судакской по мосту проходит через один из притоков Малого Салгира реку Абдалка.

## История
С 1950 года называлась Ромашковой улицей, ранее — Перекопской (с 1904 года). Переименована 13 апреля 1970 года в честь города-побратима Симферополя — города Кечкемет Бач-Кишкунской области Венгрии. Построен универмаг «Крым» (арх. Мелик-Парсаданова М. И., инж. Баштанюк А. Г.). В 80-х гг. XX в. на Кечкеметской ул. в районе троллейбусной остановки Арабатская находилась дрессировочная площадка Клуба служебного собаководства ДОСААФ.

## Инфраструктура
На Кечкеметской улице находится центральный в Автономной Республике Крым архив — «Государственный архив Республики Крым», Крымский научно-исследовательский центр институт гидротехники и мелиорации, Главное управление МЧС России в Республике Крым, Юношеская библиотека. Так же имеется техникум, школа, детские сады, ресторан «Ковчег», множество магазинов и «Венгерский рынок».

## Транспорт

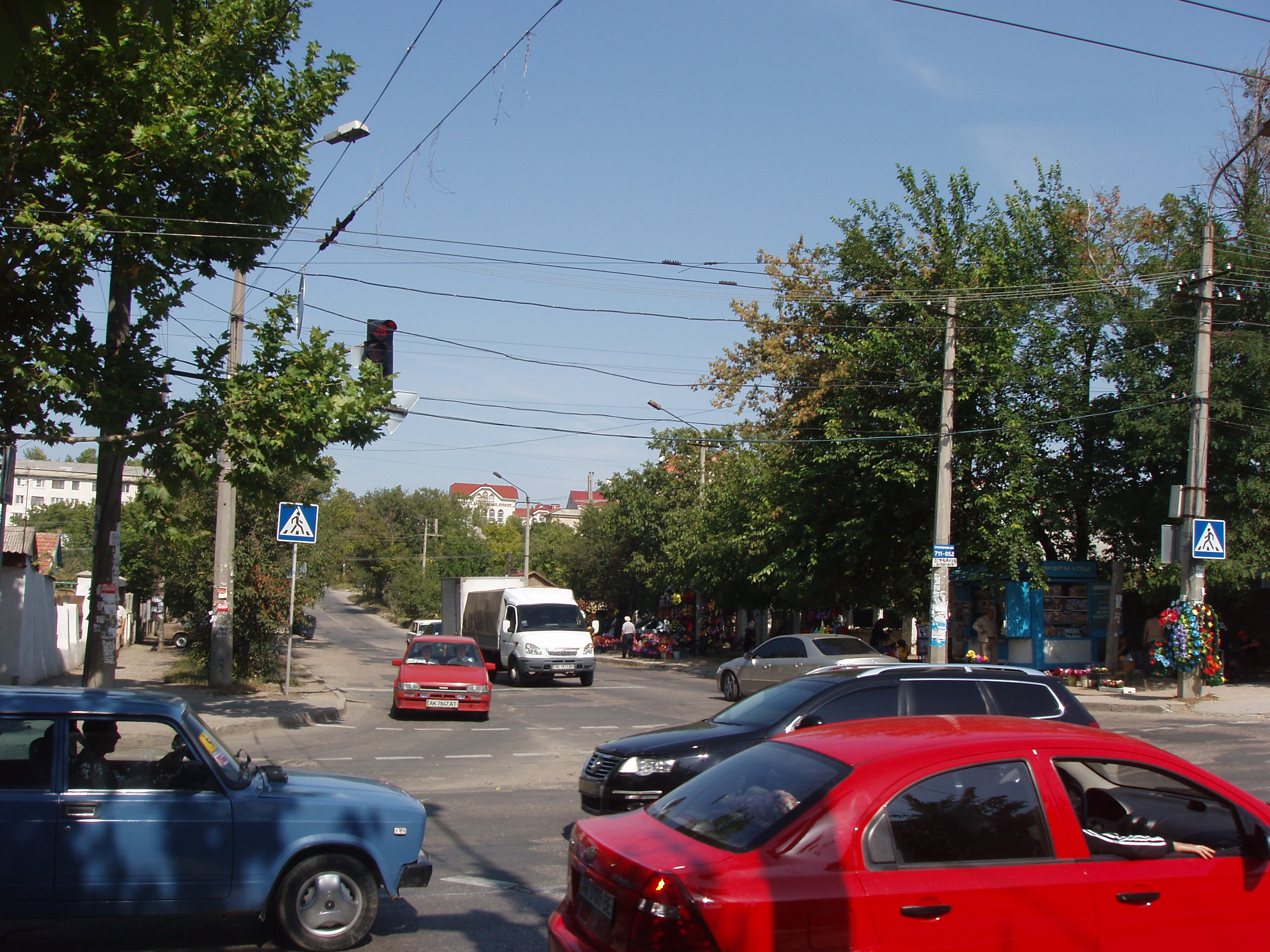
Перекресток улиц Кечкеметской и Куйбышева

По Кечкеметской улице ходят троллейбусы № 5 и № 17, ранее ходил маршрут № 7. По отрезку улицы от пересечения с улицей Куйбышева до моста через р. Абдалка — троллейбус № 10. Так же несколько маршрутов автобусов и маршрутных такси. До 1969 года в районе пересечения с Садовой улицей — Трамвайным переулком была конечная остановка трамвая № 2.